# Hubrecht Stuerbout
Hubrecht, Hubert of Hubertus Stuerbout (voor 1439 - 1483/1484) was een Zuid-Nederlands schilder. Tussen ca. 1453 en ca. 1483 was hij in Leuven actief als stadsmeester-schilder. Zijn voornaamste taak bestond uit het coördineren, voorbereiden en onderhouden van materiaal voor de jaarlijkse processie die bekend staat als de Ommegang in Leuven. Daarnaast deed de stad regelmatig een beroep op de kunstenaar voor het schilderen of vergulden van gemeentelijke gebouwen en apparatuur. Zo werkte hij aan de versiering van de Sint-Pieterskerk, van het stadhuis, van de stadspoorten en van het nieuwe kerkhof van Sint-Barbara, en ook voor de Abdij van 't Park.

## Leven
De afkomst van Stuerbout is onduidelijk. Zijn naam is niet van lokale oorsprong, wat erop wijst dat hij van elders naar Leuven kwam, wellicht aangetrokken door de groeiende artistieke mogelijkheden van de stad. Zijn vroegste opdrachten betreffen decoratieve schilderwerken in plaatselijke religieuze instellingen: voor de Sint-Pieterskerk in 1439 en voor de Abdij van 't Park in 1445. Vanaf 1450 wordt Stuerbout regelmatig vermeld in de rekeningen van de stad Leuven, meestal als 'Hubrecht de Schilder'. Met zijn vrouw Elisabeth vander Sluysen, genaamd Sacx, die minstens twee keer borduurwerk maakte in opdracht van de stad, had Stuerbout vijf kinderen: twee dochters, Elisabeth en Mathilde, en drie zonen, Hubrecht, Frissen en Gielis. Stuerbout werkte regelmatig samen met zijn zonen, die ook schilderden. Gielis volgde zijn vader op als stadsmeester-schilder.

## Verwarring met Dieric (Dirk) Bouts
Doorheen de geschiedenis is er regelmatig verwarring opgetreden tussen Hubrecht Stuerbout en zijn tijdsgenoot Dieric Bouts (waarschijnlijk Haarlem, ca. 1410 – Leuven, 6 mei 1475). Hubrecht Stuerbout en Dieric Bouts waren op hetzelfde moment actief in Leuven, Stuerbout als stadmeester-schilder en Bouts als stadschilder. Al tijdens hun leven werden hun namen door elkaar gehaald door de klerken die de stadsrekeningen schreven. Ook tot lang na de dood van beide schilders zijn er fouten blijven opduiken in de kunsthistorische literatuur.
Beide schilders genoten met dank aan hun officiële posities een bepaalde status, maar waar Hubrecht Stuerbout voornamelijk decoratief schilder- en restauratiewerk uitvoerde, was Bouts als belangrijkste schilder van Leuven verantwoordelijk voor prestigieuzere opdrachten zoals de gerechtigheidstaferelen voor het Leuvense stadhuis. Ook het gegeven dat er maar weinig werk van Stuerbout bewaard is gebleven verklaart waarom de kunstenaar grotendeels in de vergetelheid is geraakt.

## Wetenswaardigheden
Hubrecht Stuerbout is één van de personages in het hoorspel 'Dieric Dinges Bouts', een coproductie uit 2023 van Het Geluidshuis en M Leuven. Hij wordt vertolkt door acteur Dirk Roofthooft.